# Charouine
Charouine (în arabă شروين) este o comună din provincia Adrar, Algeria.
Populația comunei este de 11.347 de locuitori (2008).